# Besni

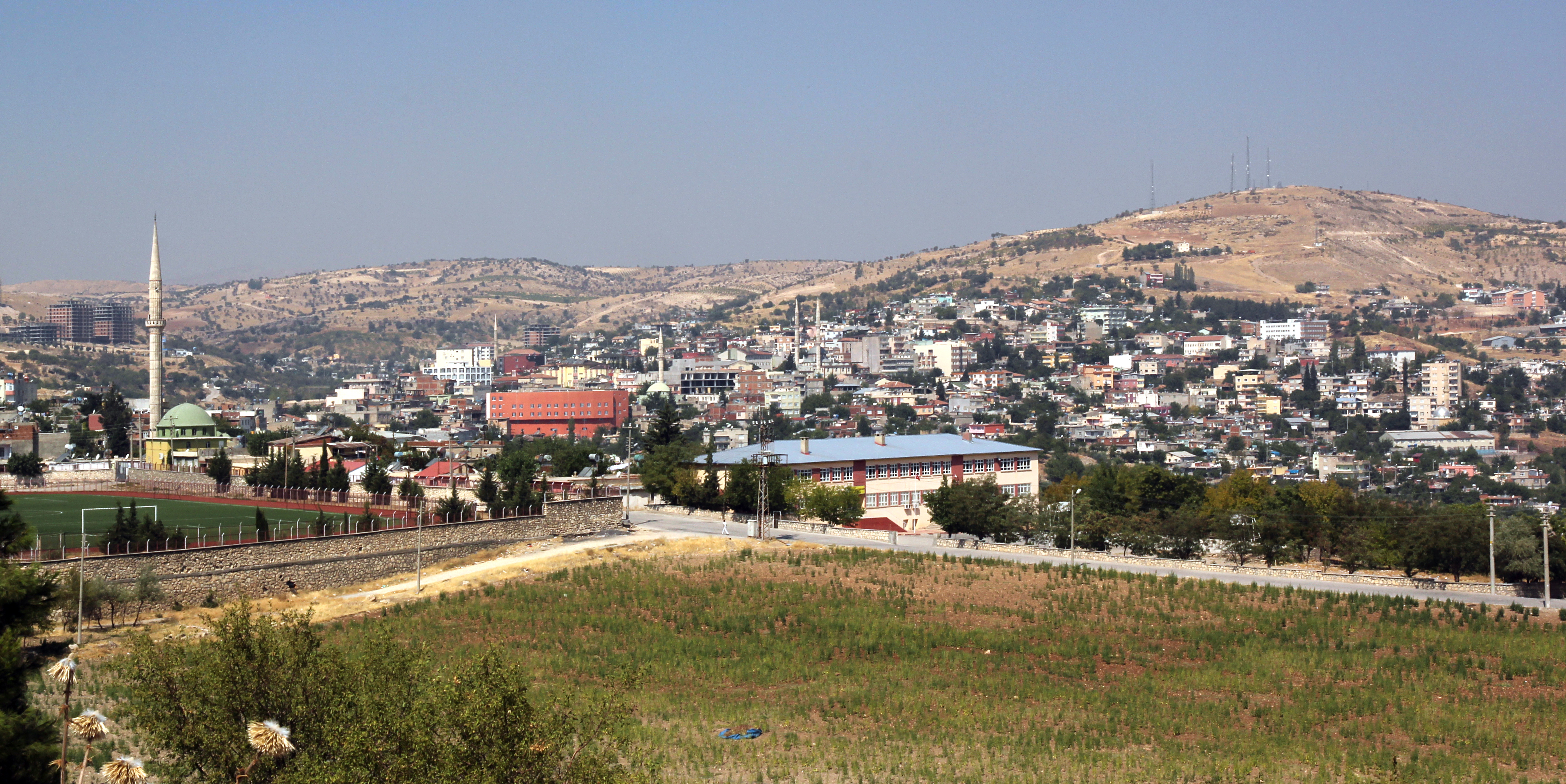
Vista panorámica de Besni.

Besni es una ciudad y distrito de Turquía en la provincia de Adıyaman, se encuentra a 44 kilómetros al oeste de la ciudad de Adıyaman. Es la capital de un distrito con una población de 77 301 habitantes y una superficie de 133 km².

## Historia
Besni era el centro de una serie de fortalezas que vigilaban los valles superiores de los afluentes del río Éufrates y las cuencas al norte de Aintab (actual Gaziantep). La villa principal de la región era la fortaleza de Hadath. Besni surgió tras la ruina de Hadath en el siglo x y dependía de Kaysun y esta a su vez de Kahramanmaraş.
En el siglo xi fue parte del principado armenio de Filareto Brajamio, de Basilio el Ladrón y luego del condado de Edesa. Fue disputada entre los zanguíes y los ayubíes y luego entre los ayubíes y los selyúcidas de Rum (siglo xii). Estos últimos la dominaron en el siglo xiii. Los mongoles luego la conquistaron y la cedieron al reino armenio de Cilicia, pero pronto fue conquistada por los mamelucos en 1292. Al final del siglo xiv pasó a turcomanos del beylicato de Dulkadir. Hacia 1401 fue saqueada por Tamerlán y volvió poco después a manos de los mamelucos hasta 1516 cuando fue conquistada por el imperio otomano.
Después de la caída del imperio y la proclamación de la república de Turquía en 1923, Besni formó parte de la provincia de Gaziantep, en 1933 fue transferida a la provincia de Malatya, y desde 1954 ha sido parte de la provincia de Adıyaman.